# 茚诺洛尔
茚诺洛尔（英语：Indenolol）是一种β-肾上腺素能阻滞剂，用于治疗高血压。它于1980年代被研究，但截至2021年仍不知是否上市。它是酚类4-茚醇的衍生物。